# Wilhelm Johannes Wentzel
Wilhelm Johannes Wentzel (* 24. April 1852 in Hamburg; † 23. Juni 1919 ebenda) war ein deutscher Jurist und Immobilienmakler.

## Leben
Wentzel war ein Sohn des Hamburger Hausmaklers Adolph Emil Wentzel (1826–1918) und dessen erster Ehefrau Elise Adele, geborene Bieling (1832–1873).
Er studierte die Rechte an den Universitäten in Bonn, Heidelberg und Göttingen. 1871 wurde er Mitglied des Corps Palatia Bonn. Unter dem Dekanat von Johann Heinrich Thöl wurde Wentzel am 18. Juli 1874 in Göttingen zum Dr. jur. promoviert. Er war in Hamburg in Firma Dr. Wentzel & Gutkaese, später in Firma W. Johannes Wentzel Dr. als Hausmakler tätig.

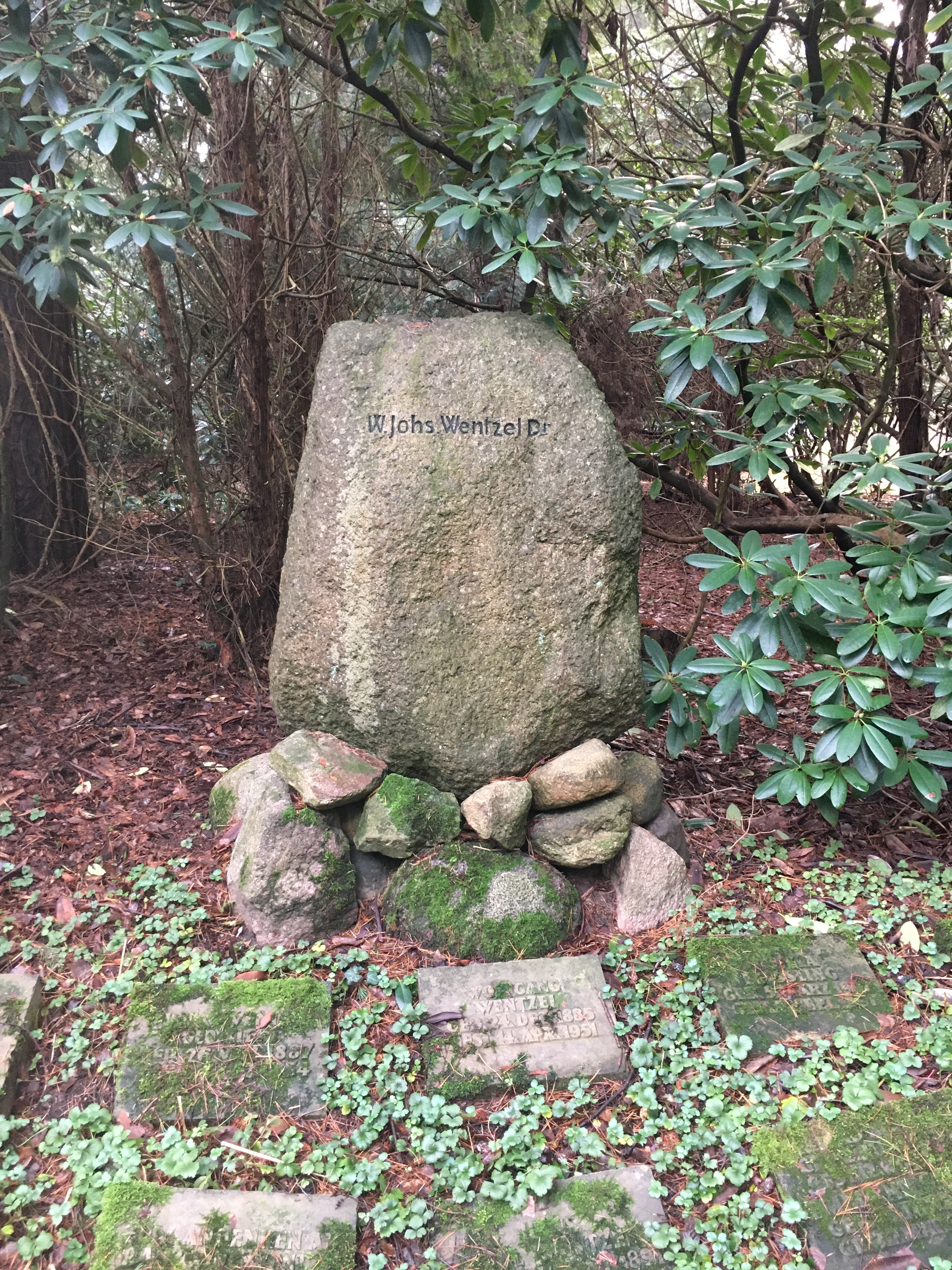
Familiengrabstätte auf dem Friedhof Ohlsdorf im Planquadrat AC 11

Wentzel gehörte von 1895 bis 1913 der Hamburgischen Bürgerschaft als Abgeordneter an. Er war von den Notabeln gewählt worden und zunächst Mitglied der Fraktion der Rechten. Im Jahr 1906 zählte er zu den Gegnern der geplanten Wahlrechtsänderungen, die seinerzeit umstritten waren und als Wahlrechtsraub bezeichnet wurden. Deshalb trat er gemeinsam mit Carl Wilhelm Petersen, Johann Hinrich Garrels und Carl Braband aus der Fraktion der Rechten aus. Sie gründeten mit weiteren Wahlrechtsgegnern die Fraktion der Vereinigten Liberalen, der Wentzel fortan angehörte. Zudem war er Mitglied des Armenkollegiums sowie Ältester der Patriotischen Gesellschaft von 1765.
Wilhelm Johannes Wentzel heiratete am 24. Juni 1875 Marie Margarethe Clara Staacke (* 1853). Aus der Ehe gingen drei Söhne und zwei Töchter hervor. Er wurde in der Familiengrabstätte auf dem Friedhof Ohlsdorf beigesetzt. Sie liegt südöstlich von Kapelle 8, unterhalb des Riedemann-Mausoleums.